# Reciclare PET
Ambalajele din polietilen tereftalat (PET) pot fi reciclate și utilizate pentru fabricarea de recipiente noi, ambalaje termoforme și sunt, de asemenea, utilizate în aplicații de fibre, cum ar fi covoarele și îmbrăcămintea. 
Tereftalatul de polietilenă (uneori scris poli (tereftalat de etilenă)), prescurtat în mod obișnuit PET, PETE sau PETP sau PET-P învechit, este cea mai frecventă rășină polimerică termoplastică din familia poliesterilor și este folosită în fibre pentru îmbrăcăminte, containere pentru lichide și alimente, termoformare pentru fabricație și în combinație cu fibre de sticlă pentru rășini de construcții.

## Deșeuri post-consumare
Ambalajul gol din PET este aruncat de către consumator, după utilizare și devine deșeuri de PET. În industria reciclării, aceasta este denumită „PET post-consumator”. Multe administrații locale și agenții de colectare a deșeurilor au început să colecteze PET post-consumator separat de alte deșeuri menajere. În afară de aceasta, există în unele țări legislația privind depozitarea containerelor, care se aplică și sticlelor PET.
În Statele Unite, există două metode principale pentru recuperarea sticlelor și a recipientelor PET. Primul este reciclarea pe stradă la care au acces majoritatea consumatorilor. Transportatorul de deșeuri aduce materialul reciclat într-o instalație de recuperare a materialelor (MRF), unde este separat în continuare. PET-ul este apoi împachetat și trimis un colector/reciclator. Acesta prelucrează balotul, măcinând PET-ul în fulgi. Unii fac prelucrări suplimentare pentru a pregăti ambalajele de calitate alimentară. 

## Sortarea PET-urilor
PET-ul colectat post consumator este dus la centrele de reciclare cunoscute sub denumirea de instalații de recuperare a materialelor (MRF), unde este sortat și separat de alte materiale, cum ar fi metalul, obiecte din alte materiale plastice rigide, cum ar fi PVC, HDPE, polipropilenă, materiale plastice flexibile, cum ar fi cele utilizate pentru pungi (în general polietilenă cu densitate mică), cutii pentru băuturi, sticlă și orice altceva care nu este făcut din PET.

## Tehnica reciclării PET-urilor
Reciclarea PET-ului post-consumator (POSTC-PET) ca tehnologie este o practică transversală cu multe domenii de știință implicate. Acestea includ chimia și fizica polimerilor, ingineria de procese și ingineria de fabricație. În primă fază se realizează sinteza PET-ului virgin, tranzițiile termice și procesarea. În a doua fază se realizează procesul efectiv de reciclare a PET-ului cu accent pe creșterea greutății moleculare a PET-ului reciclat (R-PET). 

PET-ul post-consumator este adesea sortat în fracțiuni de culori diferite: PET transparent sau necolorat, PET de culoare albastră și verde, iar restul într-o fracțiune de culori mixte. Apariția de noi culori (cum ar fi chihlimbarul pentru sticle de bere de plastic) complică și mai mult procesul de sortare a industriei de reciclare.

## Vezi și
- Reciclarea în România
- Reciclarea plasticului